# Лезіб
Лезі́б (рос. Лезіб) — присілок у складі Верхньокамського району Кіровської області, Росія. Входить до складу Лойнського сільського поселення.
Населення становить 3 особи (2010, 36 у 2002).
Національний склад станом на 2002 рік — росіяни 94 %.